# 拉辛正傳
《拉辛正傳》（英語：Laal Singh Chaddha）是2022年的印度印地語喜劇劇情片，由阿德瓦·香登執導，阿米爾·罕、卡琳娜·卡浦爾、納伽·柴塔尼亞和蒙娜·辛格主演，改編自美國電影《阿甘正傳》。
由Paramount Pictures、Aamir Khan Productions和Viacom18 Studios制作。阿米尔·汗饰演主角，与卡琳娜·卡普尔·汗、纳加·查伊坦亚和莫娜·辛格等人共同出演。
《阿甘正传》改编历经了二十年，Atul Kulkarni花了十年时间改编剧本，另外十年时间购买翻拍权。阿米尔·汗于2018年初购得该片权利，并于2019年3月14日正式宣布电影名字。影片配乐由Tanuj Tiku指导，原创歌曲由Pritam作曲，Amitabh Bhattacharya作词。
《Laal Singh Chaddha》在100多个印度地点进行拍摄。主要摄影于2019年10月开始，由于COVID-19疫情导致多次延期，最终于2021年9月完成。影片原计划在2020-2022年间多个日期上映，但由于疫情造成的制作停工而多次推迟。最终在2022年8月11日与兄弟姐妹情节日和独立日同步全球上映。影片评价褒贬不一，赞扬其改编、忠实原著、深度、配乐和情感，但部分批评指向阿米尔·汗的表演。影片制作预算为18亿卢比，首周全球票房不到9亿卢比，因此被宣布为票房炸弹。